# 菲爾·艾菲
小菲臘·丹尼士·「菲爾」·艾菲，（英語：Phillip Dennis Ivey Jr.，1977年2月1日—），美國職業撲克玩家，曾十度贏得世界賽手鐲，亦曾贏得一次世巡賽冠軍，曾九次殺入世巡賽決賽，2009年曾殺進世界賽決賽桌。除了不俗的錦標賽戰績外，艾菲在現金桌的成就更加突出，不少評論認為艾菲是現役世界上最佳的現金桌撲克玩家，贏得獎金破千萬，被封為撲克界的虎茲。